# 藍明谷
藍明谷（1919年6月5日—1951年4月29日），本名藍益遠，日治時期岡山街街尾崙人，作家，基隆中學教師，臺灣白色恐怖時期因涉及基隆市工作委員會案，共產黨員，被判死刑槍決。

## 早年
本名藍益遠的藍明谷，出生於1919年，是家中老大。岡山公學校高等科畢業，就讀高等科期間都擔任級長。公學校高等科畢業後，藍益遠就讀臺南師範學院，畢業後到「枋寮公學校」教書三年，1940年調到「老埤公學校」（現屏東縣崇文國小），不到一年，藍益遠在1941年，北上到東京，與已考上「東京醫學專門學校」的弟弟蔡川燕會合，準備升學:242-243。
在東京準備繼續升學的藍益遠與二弟蔡川燕，以及同一時期到東京的岡山青年，包括王荊樹、張順安等，曾成立發揚漢民族意識的「興漢會」:245-247。想到中國的藍益遠，以考取日本在北京設立的「東亞經濟學院」的方法，在1942年到中國北京。他在這個時期與後來成為戰後台灣鄉土文學先驅的名作家，高雄美濃人鍾理和相識，成為鍾理和一生最要好的朋友:117。由於經濟學科的內容不符合他喜好文學的個性，加上不願再由家中支援經費，藍益遠只讀了一年，就透過朋友介紹，到河北省南部的新鄉擔任當地劉姓台商的記帳工作，直到日本戰敗。

## 二次大戰後
1945年8月15日，被投擲二顆原子彈的日本宣佈戰敗投降，過了幾天藍益遠就回到地名改回「北平」的北京，與蔡川燕及鍾理和重逢:254-255。基於分工的原則，兼顧理想與現實，老二蔡川燕留在中國，於1946年6月，與一群志同道合的朋友，坐火車到張家口，投奔中國共產黨；作為大哥的藍益遠，則必須回到國民黨控制的臺灣，負起作為家中老大的責任。在藍益遠回台前，會講華語又會日語的他，在北平曾擔任教導臺籍日軍中國歷史及國家觀念的講師，在蔡川燕投奔共產黨後（改名李河民），藍益遠即與王荊樹搭上救濟總署的船到上海，藍益遠在上海待到同年10月，才再搭船回到台灣。在這四個月期間，藍益遠待在中共地下黨員，臺灣人李應章醫師的臺灣旅滬同鄉會，並與同鄉會的人員，中共地下黨連絡人福州人林昆往來，成為共產黨的地下黨員:290-291。
藍益遠於1946年10月中旬回到岡山的家，此時家中經濟不再像之前優裕，街尾崙庄於1943年因土地成為軍事用地，而被遷庄到岡山大寮（戰後改名大遼）以東。藍益遠在找到台灣省教育會編輯組的工作，隻身北上:294。藍益遠北上後，與先回台灣的王荊樹及陳本江合租日式房舍居住。藍益遠到臺北不久，共產黨在臺組織就與他聯繫，並要藍寫自傳入黨。在同一時期，他透過陳本江的關係認識張阿冬，兩人在1946年底結婚:118。1947年2月，透過鍾理和的介紹，藍益遠到鍾理和同父異母弟弟鍾浩東擔任校長的基隆中學任教。鍾浩東於1946年4月返回台灣，8月受聘擔任基隆中學校長，擔任校長期間積極於延攬各方人才來擔任老師，藍明谷即是其中一位。
1947年2月27日夜，吳克泰帶領藍明谷與延平學院學生葉崇培拜訪帶領「新中國戲劇社」來臺北演出的中國戲劇界名人歐陽予倩，了解如何「組織與開展」學生界的戲劇活動。

## 基隆市工作委員會案
1947年二二八事件後，對國民黨失望的鍾浩東校長開始組織團隊，並加入共產黨。1947年9月，成立中國共產黨「基隆中學支部」，學校不少老師都是幹部，後來擴大改組為「台灣省基隆市工作委員會」。1948年秋天開學後，鍾浩東籌辦批判國民黨政府的地下報紙《光明報》，內容主要在啟蒙台灣人及報導國共內戰實況，由呂赫若與藍明谷合作發行。《光明報》由支持共產黨的志工以半夜張貼及發送的方式散布，放在基隆中學學校教室，或是由台大的同志學生負責散布:312-313。
基隆中學的行動在《光明報》發行一年後被破獲，此案是國民黨戰後白色恐怖的第一案，史稱「基隆市工作委員會案」或「基隆中學案」。
藍益遠此時已改名為「藍明谷」在發現校長及同事被捕後，9月8日帶著懷孕的妻子及兩歲的兒子，連夜回到岡山老家，躲過了9月9日的另一波逮捕。藍明谷在家中深入簡出，但後來仍覺得不安全，於是開始離家逃亡的日子。藍明谷為了避免被捕，以四處移動的方式，躲藏在不少地方，包含高雄火車站附近的妹夫家，美濃尖山鍾理和弟弟鍾里志的住處，鍾理和家的後山，屏東內埔。藍明谷10月初與另一位基隆中學的同事，美濃人李旺輝，躲到今天那瑪夏區。
1950年初，藍明谷到屏東內埔找原本在基隆中學擔任總務主任的鍾國輝，鍾國輝帶他躲到大武山。鍾國輝與李旺輝在9月被捕。10月14日，鍾浩東等三名基隆中學同事被槍決。由於長時間抓不到藍明谷，藍的父親、妻子、妹夫等人，都被情治單位以窩藏罪犯的罪名逮捕，要逼他出面，藍明谷於是在12月28日到高雄市第一分局自首。
藍明谷被捕後，於1951年3月26日宣判「死刑，禠奪公權終身，全部財產除酌留其家屬必須生活費用外，沒收之。」藍明谷在同年4月29日，被帶到水源路林口里刑場(馬場町)槍決，遺體送往國防醫學院浸製處理。1951年4月18日，藍明谷的三弟前往台北看守所打聽消息，才將藍明谷的屍體自國防醫學院解剖室的福馬林池撈出，據傳遺體上不但有兩處槍傷，頸部也有刀痕。

## 文學作品
藍明谷在北京時期即開始於當地紙媒發表文章，可惜多已逸失。目前找到的作品有，1946刊登於北京「台灣省旅平同鄉會」機關刊物《新台灣》的短篇小說〈一個少女的死〉、〈問答小天地〉、〈台灣高砂族歌謠〉（譯作）。藍明谷回台後，曾在《國聲報》發表〈今孟子見縣長〉、〈才和財〉、〈傳為佳話〉；在《台灣文化》發表〈魯迅與「故鄉」〉、〈鄉村〉。他將魯迅作品《故鄉》譯為日文，以中日文對照印刷，由「現代文學研究會」於1947年8月在臺灣發行，作為臺灣人學習中文的教材。

## 紀念
2013年10月 北京西山國家森林公園的無名英雄廣場上立有無名英雄紀念碑，為紀念來台灣在1950年代被處決「隱避戰線烈士」而設立，藍明谷銘刻於紀念碑上，為中共國家安全部追認之中華人民共和國烈士。